# Marcin Zdunik
Marcin Zygmunt Zdunik (ur. 5 grudnia 1987 w Warszawie) – polski wiolonczelista, profesor sztuk muzycznych.

## Życiorys
Syn Anny Zdunik i Leszka Zdunika.
Ukończył Ogólnokształcącą Szkołę Muzyczną II stopnia im. Z. Brzewskiego w Warszawie pod opieką Andrzeja Orkisza, a później studia na Uniwersytecie Muzycznym Fryderyka Chopina w Warszawie w klasie Andrzeja Bauera (otrzymał dyplom z wyróżnieniem oraz Medalem Magna cum Laude). Kształcił się również w Instytucie Muzykologii UW, gdzie zdobył I nagrodę w Konkursie im. Zofii Lissy na najlepszą pracę magisterską. Studiował również w Leopold Mozart Zentrum w Augsburgu pod kierunkiem Juliusa Bergera. Uzyskał stopień doktora habilitowanego sztuk muzycznych w dyscyplinie instrumentalistyka w 2017 roku. W roku 2020 otrzymał przyznaną przez Ministra Kultury i Dziedzictwa Narodowego odznakę honorową „Zasłużony dla Kultury Polskiej”. W 2021 roku, w wieku 33 lat otrzymał tytuł profesora w dziedzinie sztuki.
Prezentuje własne opracowania i kompozycje koncertując w wielu krajach Europy, USA i Korei. Wystąpił jako solista m.in. w:
- Rudolfinum w Pradze,
- Carnegie Hall w Nowym Jorku,
- Cadogan Hall w Londynie,
- Konserwatorium im. Piotra Czajkowskiego w Moskwie,
- Teatrze Ermitażu w Sankt-Petersburgu,
- Filharmonii Westfalskiej (Konzerthaus Dortmund)
- Filharmonii Słowackiej w Bratysławie,
- Filharmonii Narodowej w Warszawie,
- Studio Koncertowym Polskiego Radia im. Witolda Lutosławskiego.

Brał udział w licznych festiwalach muzycznych, między innymi w festiwalu BBC Proms w Londynie, Muzyczny Olimp w Sankt-Petersburgu, Chopin i Jego Europa, Kammermusikfest Lockenhaus, Wartburg Festival oraz Meklenburg-Vorpommern Festival.
Jako solista współpracował z wieloma orkiestrami. Należą do nich m.in.:
- Prague Chamber Orchestra,
- Sankt Petersburg Camerata,
- Orkiestra Kameralna Unii Europejskiej,
- City of London Sinfonia,
- Orkiestra Filharmonii Narodowej w Warszawie.

Ma w swoim dorobku również współpracę z muzykami, takimi jak Urszula Kryger, Olga Pasiecznik, Ewa Pobłocka, Krzysztof Jakowicz, Nelson Goerner, Krzysztof Jabłoński czy Jose Gallardo. Koncertował wspólnie z Gidonem Kremerem, Yuri Bashmetem i Tatjaną Grindenko w ramach festiwalu Chamber Music Connects the World organizowanego przez Kronberg Academy. Występował pod batutą takich dyrygentów jak Andrzej Borejko, Tadeusz Strugała czy Antoni Wit.
Otrzymał wiele nagród na międzynarodowych konkursach i festiwalach muzycznych. W 2007 roku został laureatem I nagrody, Grand Prix oraz 9 innych nagród w VI Międzynarodowym Konkursie Wiolonczelowym im. Witolda Lutosławskiego w Warszawie. W 2008 roku reprezentował Polskie Radio w Bratysławie na Międzynarodowym Forum Młodych Wykonawców organizowanym przez Europejską Unię Radiową (EBU), gdzie zwyciężył i zdobył tytuł New Talent 2008. W 2009 roku otrzymał nagrodę Gwarancja Kultury przyznaną przez TVP Kultura.
W czerwcu 2009 roku wydał debiutancką płytę zrealizowaną z udziałem Orkiestry Kameralnej Wratislavia, pod kierownictwem Jana Staniendy, zawierająca m.in. nagrania dwóch koncertów wiolonczelowych Josepha Haydna. Wiolonczelista dokonał wielu nagrań dla Polskiego Radia i Telewizji oraz dla Radia Słowackiego. Wydał kilkanaście płyt – trzy otrzymały nagrody Fryderyk (2010 i dwie 2022).
Gra na wiolonczeli wykonanej przez Wojciecha Topę.